# Aleksej Andrianovič Protasov
Aleksej Andrianovič Protasov (rusko Алексей Андрианович Протасов), ruski general, * 12. september 1780, † 18. december 1833, Moskva.
Bil je eden izmed pomembnejših generalov, ki so se borili med Napoleonovo invazijo na Rusijo; posledično je bil njegov portret dodan v Vojaško galerijo Zimskega dvorca.

## Življenje
14. marca 1801 je postal kornet in čez tri leta štabni stotnik. Sodeloval je v bitki pri Austerlitzu.
28. novembra 1808 je postal polkovnik in pred veliko patriotsko vojno je postal poveljnik začasnega kirasirskega polka, s katerim se je odlikoval predvsem med bitko za Polock.
15. septembra 1813 je bil povišan v generalmajorja in 28. septembra istega leta je postal poveljnik Maloruskega kirasirskega polka. Po vojni je postal poveljnik 3. kirasirske divizije.
15. januarja 1816 je bil zaradi zdravstvenih težav premeščen v notranjo stražo, nakar pa je bil 7. marca 1817 upokojen.